# تومی مکینن
تومی مکینن (فنلاندی: Tommi Mäkinen؛ زادهٔ ۲۶ ژوئن ۱۹۶۴) راننده رالی اهل فنلاند است.
وی که در تیم‌های نیسان، میتسوبیشی موتورز و تیم رالی جهانی سوبارو عضویت داشته در سال‌های ۱۹۹۶، ۱۹۹۷، ۱۹۹۸ و ۱۹۹۹ قهرمان رالی قهرمانی جهان شده‌است.